# Order Hohenzollernów
Order Domowy Hohenzollernów, podzielony na Order Królewski Domowy Hohenzollernów i Order Książęcy Domowy Hohenzollernów (niem. Königlicher Hausorden von Hohenzollern i Fürstlich Hausorden von Hohenzollern), zwany także w skrócie: Order Hohenzollernów – wysokie odznaczenie cywilne i wojskowe Królestwa Prus do 1918 oraz Księstwa Hohenzollern-Sigmaringen do 1850. Dziś order domowy niegdyś panujących dynastii – zarówno linii królewskiej Hohenzollernów, jak i książęcej Hohenzollern-Sigmaringen.

## Historia
Order został ustanowiony 5 grudnia 1842 jako trójklasowe odznaczenie przez przedstawicieli dwóch panujących wówczas w Szwabii, w państewkach Hechingen i Sigmaringen, książęcych linii rodu Hohenzollernów, bardzo daleko spokrewnionych z władcami Prus, i otrzymał nazwę Order Książęcy Domowy Hohenzollernów. Po cesji obu księstw na rzecz Prus 12 marca 1850 król Fryderyk Wilhelm IV przejął go 16 stycznia 1851 do systemu odznaczeń pruskich i stworzył niejako dwa "ordynki" orderu: królewski i książęcy.
W ordynku królewskim istniały dwie odmiany: wojskowa i cywilna, każda z czterema klasami:
- Wielki Komandor (Großkomtur) z gwiazdą lub bez gwiazdy, siedem odmian krzyża
- Komandor (Komtur) z gwiazdą lub bez gwiazdy, siedem odmian krzyża
- Kawaler (Ritter), trzy odmiany krzyża
- Właściciel (Inhaber), dwie odmiany krzyża

W ordynku książęcym istniały cztery klasy i dwa medale:
- Krzyż Honorowy I klasy (Ehrenkreuz 1. Klasse)
- Krzyż Honorowy Komandorski (Ehrenkomturkreuz)
- Krzyż Honorowy II klasy (Ehrenkreuz 2. Klasse)
- Krzyż Honorowy III klasy (Ehrenkreuz 3. Klasse)
- Medal Honorowy (Ehrenmedaille)
- Medal Zasługi (Verdienstmedaille)

W czasach wojny order był nadawany wyłącznie oficerom, którzy odznaczyli się wyjątkową odwagą na polu bitwy. System II Rzeszy nie dopuszczał wielokrotnego nadawania tego samego odznaczenia, a więc oficer do rangi kapitana włącznie, który już posiadał Żelazny Krzyż I klasy, a nie miał jeszcze szans na uzyskanie Pour le Mérite, był wynagradzany nadaniem "Hohenzollerna" III klasy z mieczami. W czasie I wojny światowej otrzymało order 8291 osób.
Po upadku monarchii pruskiej order był nadal nadawany i Niemcom, i cudzoziemcom przez przebywającego na wygnaniu w Doorn b. cesarza Wilhelma II. Położyło temu kres rozporządzenie Adolfa Hitlera z 1936 r., które zabroniło nadawania wszelkich orderów byłych panujących dynastii niemieckich obywatelom Niemiec. Do śmierci cesarza w 1941 r. order otrzymywali tylko cudzoziemcy.

## Insygnia
Krzyże orderu nadawane za zasługi wojenne były białe z czarnym obramowaniem, w medalionie awersu znajdował się pruski orzeł z herbem Hohenzollernów, otoczony dewizą orderu „VOM FELS ZUM MEER” (od skały do morza), w medalionie rewersu inicjały królewskie „FW IV”, otoczone niebieskim paskiem z datą 16 stycznia 1851. W ordynku książęcym istniały tylko krzyże, identyczne jak królewskie, ale noszące napis „FÜR TREUE UND VERDIENST” (za wierność i zasługi). Krzyże obu ordynków były także nadawane z mieczami pod kółkiem zawieszki, z brylantami, z krzyżem Joannitów i z cyfrą lat służby. Ośmiopromienna srebrna gwiazda I i II klasy pokazywała awers krzyża orderowego z wieńcem laurowym podłożonym pod jego ramiona.
Order był noszony na białej wstędze orderowej z trzema czarnymi paskami. Wersja królewska nadawana była w wyjątkowych przypadkach na białej wstędze z dwoma czarnymi paskami pośrodku, czarnej z białymi paskami wzdłuż brzegów albo czarnej z białymi paskami wzdłuż brzegów.
Przy I klasie na łańcuchu, składającym się z herbów Hohenzollernów, herbów burgrabiów norymberskich i herbów dziedzicznych podkomorzych Świętego Cesarstwa.

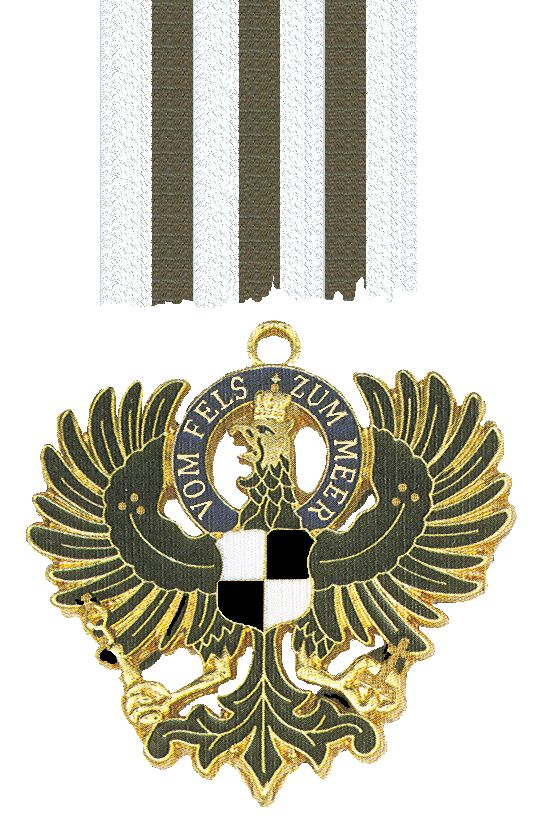
Orzeł Hohenzollernów

W ordynku królewskim istniały tzw. orły, odznaczenie cywilne nadawane przede wszystkim naukowcom, nauczycielom i artystom. Zamiast krzyża otrzymywali oni noszonego na szyi lub piersi emaliowanego na czarno orła pruskiego z pełnymi regaliami, z czarno-białą szachownicą herbu Hohenzollernów na piersi i z niebieskim medalionem z dewizą orderu „VOM FELS ZUM MEER” (symbolizującą drogę dziejową rodu od zamku na skale w Norymberdze do Bałtyku) pod głową orła.